# E232号線
E232号線 (E232ごうせん、英: European route E232) は、欧州自動車道路のBクラス幹線道路。オランダのアメルスフォールトとフローニンゲンを結ぶ。

## 経路
- オランダ
  - アメルスフォールト (Amersfoort)
  - ズヴォレ (Zwolle)
  - フローニンゲン (Groningen)

長さは180 km。E30号線とE22号線を短絡する路線である。
- E30 : (Highway 1) - フーヴェラーケン(Hoevelaken)
- E231 : (Highway 1) - フーヴェラーケン
- N94 (Highway 302) - ハルデルウェイク(Harderwijk)
- N93 (Highway 50) - ハッテメルブルク(Hattemerbroek)
- N90(Z) (Highway 35) - Zwollerkerspel
- N90(N) (Highway 32) - ランクホルスト(Lankhorst)
- E233 (Highway 37) - ホーヘフェーン(Hoogeveen)
- RW48 - ホーヘフェーン
- RW33 - アッセン(Assen-Zuid)
- RW34 - ザイドラーレン(Zuidlaren)
- E22 (Highway 7) - Julianaplein (フローニンゲン)

経路のすべては高速道路として建設されている。
1980年代に、欧州自動車道路の番号換えがおこなわれる前はE35号線であった